# Under Rug Swept
Under Rug Swept — album studyjny kanadyjskiej wokalistki Alanis Morissette wydany 26 lutego 2002 roku. Zadebiutował na 1. miejscu Billboardu i w ciągu pierwszego tygodnia w USA sprzedano 215 000 egzemplarzy. Do dziś na całym świecie sprzedano około 3 mln płyt. Under Rug Swept zawiera 11 piosenek, które Alanis napisała i wyprodukowała samodzielnie. Album był próbą wyprostowania stylu pomiędzy przebojowym Jagged Little Pill a introwertycznym Supposed Former Infatuation Junkie.
Data wydania albumu była kilkakrotnie odkładana z powodu konfliktu pomiędzy Alanis Morissette a wytwórnią Maverick Records, która obawiała się tendencji spadkowej w sprzedaży płyt tej wokalistki. Gdyby nie osobista interwencja właścicielki Maverick Records, Madonny, Alanis prawdopodobnie zerwałaby kontrakt. Po wydarzeniach związanych z 11 września Alanis zamieściła na swojej stronie internetowej piosenkę "Utopia".
Pierwszy singel Hands Clean cieszył się dużą popularnością na całym świecie. Kolejnym singlem był utwór "Precious Illusions". Następnie w wybranych krajach promowano pojedyncze piosenki, np. "Flinch" i "So Unsexy" w Brazylii, "21 Things I Want in a Lover" w Ameryce Środkowej, "Surrendering" w Kanadzie, oraz "Utopia" w USA.

## Lista utworów
Muzyka i teksty – Alanis Morissette
1. "21 Things I Want in a Lover" – 3:28
2. "Narcissus" – 3:38
3. "Hands Clean" – 4:32
4. "Flinch" – 6:03
5. "So Unsexy" – 5:09
6. "Precious Illusions" – 4:11
7. "That Particular Time" – 4:22
8. "A Man" – 4:34
9. "You Owe Me Nothing in Return" – 4:58
10. "Surrendering" – 4:35
11. "Utopia" – 5:00

## Listy przebojów
| Album                        | Lista (2002)                     | Szczytowa pozycja |
| ---------------------------- | -------------------------------- | ----------------- |
|                              | Top Canadian Albums              | 1                 |
| Top Internet Albums          | 1                                |                   |
| Australian ARIA Albums Chart | 1                                |                   |
| U.S. Billboard 200           | 1 (1 tydzień)                    |                   |
| Single                       | Lista (2002)                     | Szczytowa pozycja |
| "Hands Clean"                | Lista Przebojów Trójki           | 4                 |
| "Hands Clean"                | Canadian Singles Chart           | 1                 |
| "Hands Clean"                | U.S. Billboard Hot 100           | 23                |
| "Hands Clean"                | U.S. Billboard Adult Top 40      | 3                 |
| "Hands Clean"                | U.S. Billboard Top 40 Mainstream | 19                |
| "Hands Clean"                | U.S. Billboard Top 40 Tracks     | 15                |
| "Precious Illusions"         | Lista Przebojów Trójki           | 37                |
| "Precious Illusions"         | U.S. Billboard Adult Top 40      | 16                |